# Wave-Gotik-Treffen

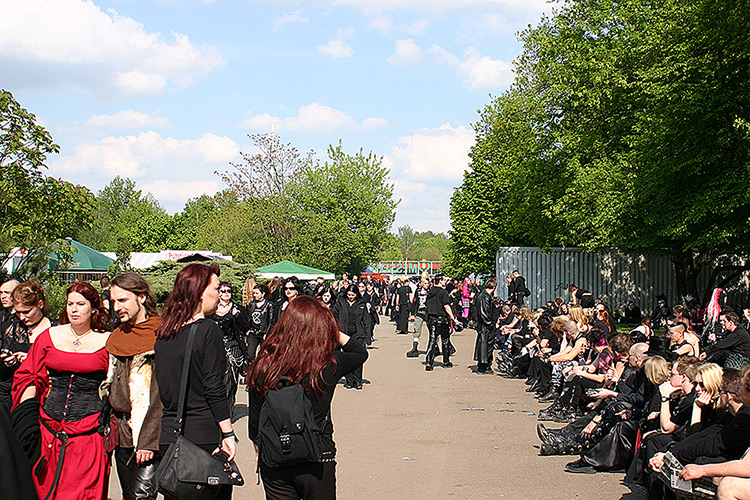
Wave-Gotik-Treffen

Wave-Gotik-Treffen (z niem. das Treffen – spotkanie) – doroczny festiwal muzyczny w Lipsku (Niemcy). Ponad 150 zespołów reprezentujących wiele gatunków muzycznych (rock gotycki, gothic metal, industrial, neofolk, dark wave, death rock itp.) gra w kilku miejscach w mieście przez 4 dni w tzw. Zielone Świątki.

## Historia
Pierwszy festiwal odbył się w 1987 roku w Poczdamie. Początkowo uczestniczyło w nim tylko kilkaset osób.
W 1992 roku pierwszy oficjalny festiwal Wave-Gotik-Treffen odbył się w klubie Eiskeller w Lipsku. Od tamtego czasu liczba uczestników szybko rośnie, więc w festiwalu biorą udział najbardziej znane zespoły reprezentujące wszelkie pokrewne rockowi gotyckiemu gatunki muzyczne.
Największy festiwal miał miejsce w 2000 roku, kiedy do Lipska przybyło ponad 300 zespołów oraz ponad 27 tysięcy fanów. Jednak, z powodu bankructwa organizatora, w trzecim dniu festiwal został odwołany. Większość zespołów, technicy oraz ochrona opuścili imprezę. Tylko kilka grup zdecydowało się na darmowy występ, który udało się zorganizować dla około pięciotysięcznej publiczności dzięki pomocy wolontariuszy. Mimo obaw policji, ostatni dzień festiwalu przebiegł bardzo spokojnie.
W kolejnych latach Wave-Gotik-Treffen odwiedzało między 18 a 21 tysięcy fanów z całego świata.

## Zespoły (wybrane)
Bauhaus, Clan of Xymox, Closterkeller, Covenant, Darzamat, Delight, Dope Stars Inc., Emilie Autumn, Epica, Flowing Tears, Gothminister, Haggard, Inkubus Sukkubus, Katatonia, Lacrimosa, Lacuna Coil, Laibach, Liv Kristine, Moonspell, Oomph!, Ordo Rosarius Equilibrio, Samael, The 69 Eyes, The Cure, The Legendary Pink Dots, The Sisters of Mercy, Theatre of Tragedy, Theatres des Vampires, Tiamat oraz Tristania.